# Jan Lepař
Jan Lepař (16. května 1827 Lipňany – 1. července 1902 Královské Vinohrady) byl český pedagog, středoškolský profesor, školní inspektor a odborný spisovatel. Podporoval národní uvědomění na Moravě a ve Slezsku. Usiloval o zvýšení úrovně pražských škol. Je autorem řady metodických publikací a učebnic.

## Život
Chodil na farní školu v Tršicích a pak hlavní školu, gymnázium a filosofii v Olomouci. Roku 1848 odjel do Prahy, kde se účastnil Slovanského sjezdu a pod pseudonymem Pravdoslav Lipňanský přispíval do Havlíčkových Národních novin. V Praze studoval dva roky práva a později filosofii. Na vlastní žádost dostal při ukončení studia vysvědčení v češtině – první, které fakulta kdy vystavila.
Po studiích nastoupil jako učitel v Olomouci, poté v Jihlavě. Roku 1852 absolvoval zkoušky z dějepisu a zeměpisu, po roce byl potvrzen jako středoškolský profesor ve Znojmě. V roce 1857 se vrátil do Jihlavy a následujícího roku získal místo v Opavě. Tam spoluzakládal časopis Opavský besedník a studoval dokumenty v místním archivu. V únoru 1864 se stal profesorem c. k. akademického gymnázia a roku 1870 ředitelem učitelského ústavu v Praze.
Roku 1869 byl na pět let jmenován okresním inspektorem pražských škol. Téhož roku se stal zkušebním komisařem pro kandidáty učitelství středních škol v oboru historie. Dvanáct let působil jako předseda zkušební komise pro obecné a měšťanské školy. Jako pražský inspektor usiloval o zvýšení učitelských platů a rozšíření učebních pomůcek. Inicioval oddělování chlapeckých a dívčích škol. Společně s učiteli vytvářel podrobné učební osnovy.
Byl považován za jednoho z nejznámějších soudobých učitelů. Současníci oceňovali jeho organizátorský a spisovatelský talent. Stal se čestným členem Besedy učitelské v Praze, a spolků v Rakovníku, Sedlčanech, Chocni i jinde.
Na konci roku 1885 vážně onemocněl a v březnu následujícího roku odešel do důchodu; do konce života ale literárně tvořil. Zemřel roku 1902 a byl pohřben na Vinohradském hřbitově.

## Dílo
Lepař se zaměřil především na metodické otázky. Snažil se rozvíjet přirozené vlohy dítěte s co největším využitím dětské aktivity. V metodických pracích spojoval myšlenky Jana Amose Komenského i tehdy populárního herbartismu. Prosazoval oddělení škol podle náboženského vyznání a odporoval ateismu. Propagoval mírové soužití Čechů a Němců ve společném státě.
Přispíval do opavského periodika Schlesischer Schulkalender; v článcích vystupoval proti zavádění němčiny do venkovských obecných škol. V letech 1868–70 byl redaktorem Časopisu Musea Království českého. Vedle toho vedl odborný list Škola a život a publikoval v časopise Krok. Patřil mezi spolupracovníky Riegrova a Ottova slovníku naučného.
Knižně vydal např.:
- Popis mocnářství rakouského (1863)
- Přehled dějin rakouského Slezska (1866)
- Všeobecný dějepis k potřebě žáků na vyšších gymnasiích českoslovanských (několik dílů a vydání 1869-95)
- Popis mocnářství Rakousko-Uherského ku potřebě středních škol (1872, 1875)
- O methodách a logické jejich příbuznosti (1873)
- O osnovách učebných na rúzných školách od Komenského navržených (1877)
- Obecná paedagogika (1878–91)
- O dětské kázni a o pěstování společenských citů v mládeži vůbec (1882)
- Škola obecná a poměr její k vyznání náboženskému se zřetelem k výchově dítek školních (1888). Dostupné online.
- Methodika zeměpisu (1894)

## Rodina
- Bratr František Lepař (1831–1899) byl rovněž středoškolským pedagogem a pozdějším ředitelem gymnázia v Jičíně, které po něm bylo posléze pojmenováno.
- Syn Bohuš Pavel Alois Lepař (1854–1927) se proslavil jako právník, novinář a spisovatel.[7]